# Xã Germantown, Quận Cottonwood, Minnesota
Xã Germantown (tiếng Anh: Germantown Township) là một xã thuộc quận Cottonwood, tiểu bang Minnesota, Hoa Kỳ. Năm 2010, dân số của xã này là 207 người.